# Gaius Livius Salinator
Gaius Livius Salinator (* um 234 v. Chr.; † 170 v. Chr.) war ein Politiker der Römischen Republik an der Wende vom 3. zum 2. Jahrhundert v. Chr.
Der Sohn von Marcus Livius Salinator wurde 204 v. Chr. kurulischer Ädil. Als Prätor 202 v. Chr. kommandierte er zwei Legionen in Bruttium. Im Zweiten Makedonischen Krieg leitete Livius 199/198 v. Chr. als Legat Flottenoperationen. 193 v. Chr. war er Reiterkommandant (praefectus equitum) in der Schlacht bei Mutina gegen die Boier.
Trotz seiner militärischen Erfolge scheiterte er bei der Bewerbung um das Konsulat 192 v. Chr. und wurde stattdessen im Jahr 191 v. Chr. zum zweiten Mal Prätor. In diesem Amt und als Proprätor im folgenden Jahr führte er den Oberbefehl über die Seestreitkräfte Roms und seiner Verbündeten während des Römisch-Syrischen Krieges. Ende 190 v. Chr. brachte er als Gesandter den König Prusias I. von Bithynien dazu, sich der römischen Koalition anzuschließen.
Im Jahr 188 v. Chr. wurde Livius schließlich Konsul. Sein Amtsbereich war Gallia cisalpina (Oberitalien), wo er die nach ihm benannte Stadt Forum Livii (heute Forlì) gründete.
Livius gehörte von 211 v. Chr. bis zu seinem Tod 170 v. Chr. dem Kollegium der Pontifices an.